# Nastoletnia Maria Stuart
Nastoletnia Maria Stuart (ang. Reign) – amerykański serial telewizyjny emitowany przez The CW, który miał swoją premierę 17 października 2013 roku. Pomysłodawcami serialu są Laurie McCarthy i Stephanie SenGupta.
Stacja The CW zamówiła pierwszy pełny sezon Reign, który liczy 22 odcinki. W Polsce serial jest emitowany od 21 października 2014 roku przez stację AXN White. 11 marca 2016 roku stacja The CW ogłosiła przedłużenie serialu o kolejny, 4. sezon, który będzie finałowym sezonem

## Fabuła
Serial opowiada o nastoletnich latach Marii - Królowej Szkotów, która bardzo wcześnie objęła tron, po swoim zmarłym ojcu, Jakubie V. Z uwagi na jej bezpieczeństwo została wysłana do klasztoru. W wieku 19 lat powraca na dwór francuski, aby pojąć za męża Franciszka. Niestety nim do tego dojdzie czekają ją liczne komplikacje ze strony Francuzów, zagrażających wciąż życiu młodej królowej, Anglików jak i tajemniczej Ciemności czającej się w lesie.

## Obsada

### Główne role
| Aktor              | Rola                         | Objaśnienie | Lata      |
| ------------------ | ---------------------------- | --- | --------- |
| Adelaide Kane      | Królowa Maria I Stuart       | Królowa Szkotów, w wieku 6 lat został zaplanowany jej ślub z następcą tronu Francji, Franciszkiem. Po wieloletnim pobycie w klasztorze wraca na dwór królewski. Delfina, a później królowa Francji jako żona Franciszka. | 2013-2017 |
| Toby Regbo         | Król Franciszek II Walezjusz | Następca tronu, a później król Francji. Syn Henryka II i Katarzyny Medycejskiej. W dzieciństwie zaręczony z Marią Stuart, z którą później się ożenił.                                                                    | 2013-2017 |
| Megan Follows      | Królowa Katarzyna Medycejska | Królowa Francji jako żona Henryka I. Później królowa-wdowa i królowa-matka, a także regentka za panowania jej synów: Franiszka II i Karola.                                                                              | 2013-2017 |
| Torrance Coombs    | Sebastian (Bash)             | Bękarci syn króla Henryka i jego kochanki Diany de Poitiers, ulubieniec króla; namiestnik króla Franciszka II. | 2013-2016 |
| Alan Van Sprang    | Król Henryk II               | Król Francji i mąż Katarzyny Medycejskiej. Posiada wiele kochanek i dzieci pozamałżeńskich. | 2013-2015 |
| Rossif Sutherland  | Nostradamus                  | Wierny współpracownik i doradca królowej Katarzyny, jasnowidz. | 2013-2015 |
| Anna Popplewell    | Lady Lola                    | Przyjaciółka i dama dworu królowej Marii. Ma z królem Franciszkiem nieślubnego syna. | 2013-2016 |
| Caitlin Stasey     | Lady Kenna                   | Przyjaciółka i dama dworu królowej Marii. Metresa króla Henryka, później żona jego nieślubnego syna - Basha. | 2013-2015 |
| Celina Sinden      | Lady Greer                   | Przyjaciółka i dama dworu królowej Marii. Żona Castelroya, wcześniej jej ukochanym był Leith. | 2013-2017 |
| Jenessa Grant      | Lady Aylee                   | Przyjaciółka i dama dworu królowej Marii. | 2013      |
| Craig Parker       | Lord Stéphane Narcisse       | Mąż Lady Loli oraz kochanek królowej Katarzyny. | 2014-2017 |
| Jonathan Keltz     | Leith Bayard                 | Początkowo kuchcik, później wynagrodzony za zasługi podczas bitwy pod Calais przez króla Franiszka. Ukochany Lady Greer.                                                                                                 | 2013-2017 |
| Sean Teale         | Książę Ludwik I Burbon-Condé | Książę Condé. Ukochany królowej Marii Stuart. | 2014-2015 |
| Rose Williams      | Królewna Klaudia Walezjuszka | Córka Katarzyny Medycejskiej i Henryka. Młodsza siostra króla Franiszka. | 2014-2017 |
| Rachel Skarsten    | Królowa Elżbieta I Tudor     | Królowa Anglii, kuzynka królowej Marii i jej rywalka. | 2015-2017 |
| Spencer Macpherson | Król Karol IX Walezjusz      | Król Francji. Syn królowej Katarzyny i króla Henryka, młodszy brat Franciszka | 2015-2017 |
| Peter DaCunha      | Król Karol IX Walezjusz      | Król Francji. Syn królowej Katarzyny i króla Henryka, młodszy brat Franciszka | 2013-2014 |
| Ben Geurens        | Gideon Blackburn             | Brytyjski ambasador, wysłany przez Królową Elżbietę, by szpiegować Marię. | 2015-2017 |

### Role drugoplanowe
| Aktor               | Rola                          | Objaśnienie                                                       | Lata      |
| ------------------- | ----------------------------- | ----------------------------------------------------------------- | --------- |
| Katie Boland        | Clarissa                      | Nieślubna córka królowej Katarzyny Medycejskiej.                  | 2013-2015 |
| Amy Brenneman       | Księżna Maria Gwizjuszka      | Matka królowej Marii Stuart.                                      | 2014-2015 |
| Yael Grobglas       | Olivia D'Amencourt            | Włoska szlachcianka, pierwsza miłość Franciszka.                  | 2013-2014 |
| Kathryn Prescott    | Penelopa                      | Początkowo kucharka, później metresa króla Henryka II.            | 2014      |
| Michael Therriault  | Aloysius Castleroy            | Szlachcic, mąż Lady Greer.                                        | 2013-2017 |
| Anna Walton         | Diana de Poitiers             | Główna metresa króla Henryka II i matka Sebastiana "Basha".       | 2013-2015 |
| Gil Darnell         | Christian de Guise            | Książę Guise.                                                     | 2014-2015 |
| Giacomo Gianniotti  | "Lord Julien"/Remy            | Sekretarz Lorda Juliena, który kradł mu tożsamość. Mąż Lady Loli. | 2014      |
| Ben Aldridge        | Król Antoni de Burbon-Vendôme | Król Navarry.                                                     | 2014-2015 |
| Vince Nappo         | Generał Renaude               | Generał, kochanek Lady Kenny.                                     | 2015      |
| Alexandra Ordolis   | Delphine                      | Przyjaciółka Sebastiana, oskarżona o czary.                       | 2015-2016 |
| Nick Lee            | Nicholas                      | Brytyjski ambasador we Francji, wysłany przez królową Elżbietę.   | 2015      |
| Saamer Usmani       | Martin                        | Pirat.                                                            | 2015-2017 |
| Nola Augustson      | Lady Lennox                   |                                                                   | 2017      |
| Steve Lund          | Luc Narcisse                  |                                                                   | 2017      |
| Sara Garcia         | Keira                         |                                                                   | 2017      |
| Nathaniel Middleton | Christophe                    |                                                                   | 2015-2016 |

### Gościnne występy
W serialu wystąpili także m.in.
- Shawn Doyle jako Claude de Guise - wujek Marii, który stara się jej doradzać w rządzeniu oraz w życiu prywatnym[10]
- Luke Roberts jako  Simon Westbrook- angielski dyplomata, który chce za wszelką cenę zniszczyć królową Szkocji[11]
- Manolo Cardon jako Thomas - książę Portugalii[12]
- Joe Doyle jako James Stewart
- Tahmoh Penikett jako John
- Shauna MacDonald jako Cortenza
- Michael Aronov jako Vincent
- Daniel Fathers jako Alec
- Greg Bryk jako Richard Delcroix
- Jonathan Higgins jako Ferdinand
- John Barrowman jako Munro[13]

## Odcinki
| Sezon | Sezon | Odcinki | Oryginalna emisja The CW | Oryginalna emisja The CW | Oryginalna emisja AXN White | Oryginalna emisja AXN White | Oryginalna emisja AXN White |
| Sezon | Sezon | Odcinki | Premiera sezonu          | Finał sezonu             | Premiera sezonu             | Finał sezonu                |                             |
| ----- | ----- | ------- | ------------------------ | ------------------------ | --------------------------- | --------------------------- | --------------------------- |
|       | 1     | 22      | 17 października 2013     | 15 maja 2014             | 21 października 2014        | 31 marca 2015               |                             |
|       | 2     | 22      | 2 października 2014      | 14 maja 2015             | 22 października 2015        | 31 marca 2016               |                             |
|       | 3     | 18      | 9 października 2015      | 20 czerwca 2016          | 4 października 2016         | 29 listopada 2016           |                             |
|       | 4     | 16      | 10 lutego 2017           | 16 czerwca 2017          | 2 listopada 2017            | 22 lutego 2018              |                             |

## Produkcja
Pilotażowy odcinek był kręcony w Irlandii w kwietniu 2013 roku.